# Perito Moreno

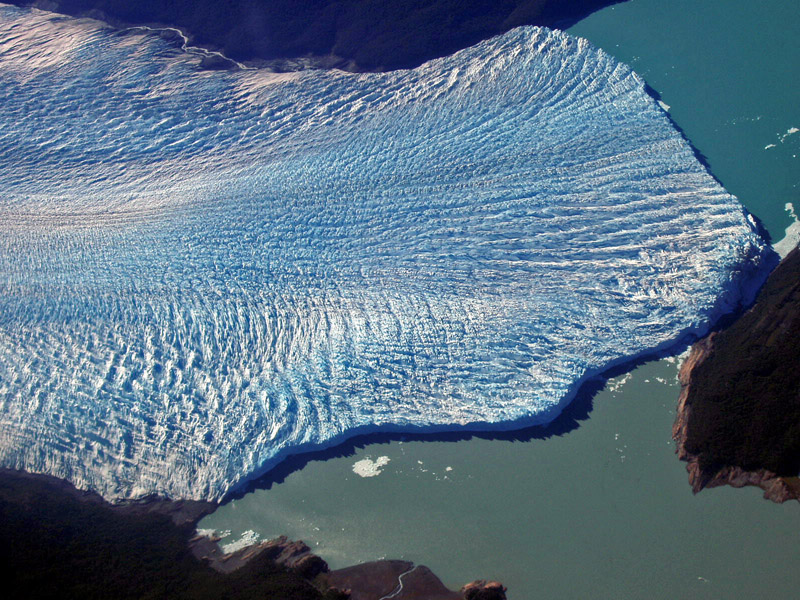
Widok z lotu ptaka. Zdjęcie wykonane 2 tygodnie przed pęknięciem w 2004 roku.

Perito Moreno (hiszp. Glaciar Perito Moreno) – lodowiec w Parku Narodowym Los Glaciares ( prowincji Santa Cruz w Argentynie) i Park Narodowy Bernardo O'Higgins (region Magallanes w Chile). w południowo-zachodniej. Jest to jedna z najważniejszych atrakcji turystycznych w argentyńskiej Patagonii.
Ma 258 km² powierzchni i 30 km długości (dane z 2002). Jest jednym z 48 lodowców zasilanych przez Południowy Lądolód Patagoński zlokalizowany w Andach. To pole lodu jest trzecią co do wielkości na świecie rezerwą wody pitnej.

## Turystyka
Ze względu na jego wielkość i dostępność, Perito Moreno jest jedną z głównych atrakcji turystycznych w południowej Patagonii. Do lodowca można dotrzeć w mniej niż 2 godziny jazdy autobusem od El Calafate. Wiele agencji turystycznych oferuje wycieczki, które odbywają się codziennie. 
W ostatnich latach coraz bardziej popularny stał się trekking z przewodnikiem na lodzie. Oferowane są 2 warianty: "mini-trekking", składający się z około półtoragodzinnego spaceru oraz "big ice", który trwa około pięciu godzin.